# Pedro Álvares Cabral
Pedro Álvares Cabral (cca 1467 Belmonte Portugalsko – cca 1520 Santarém) byl portugalský mořeplavec označovaný za objevitele Brazílie.

## Život na moři
Obvykle se uvádí, že se narodil v Belmonte v portugalském okresu Beira Baixa jako třetí dítě v rodině guvernéra Belmonte a Beiry. Matka Isabel de Gouveia de Queirós byla potomkem prvního portugalského krále Alfonsa I. Pedro byl dobře vycvičen v navigaci a získal značné zkušenosti jako námořník a proto ho král Manuel I. vybral za pokračovatele v díle Vasca da Gamy. 
Flota třinácti lodí pod Cabralovým velením vyplula 9. března 1500 z Lisabonu a směřovala na jih kolem afrických břehů. Jejím úkolem bylo navazovat trvalé obchodní vztahy a šířit křesťanství (pokud bude třeba i silou). Na lodích bylo 1200 mužů (někde se uvádí až 1500). Přítomni byli kněží, velitelem jedné z lodí byl Bartolomeo Díaz, další velel Nicolau Coelho, který již dříve doprovázel Vasca da Gamu. Ten sám se výpravy neúčastnil, ale poskytl informace ohledně trasy výpravy. Vybavení lodí sponzorovali například i florentští obchodníci. 

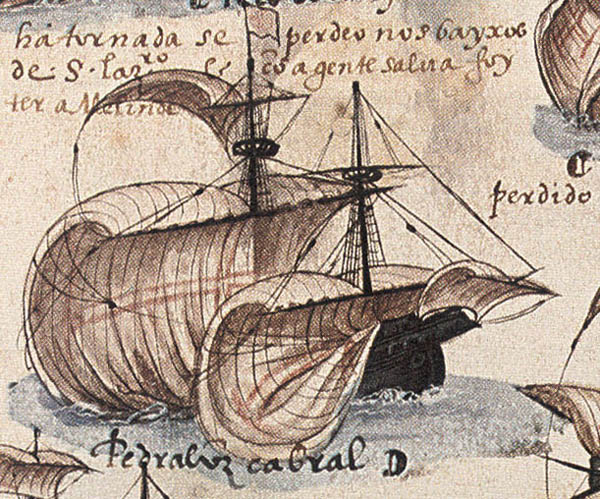
Cabralova loď (Memória das Armadas que de Portugal passaram à Índia)

Ve vodách kolem Kapverd ztratila expedice jednu loď. Aby využil pasáty a vyhnul se mořským proudům u západoafrického pobřeží, vedl Cabral flotu širokým obloukem na západ. Proudy na rovníku však lodě tlačily dále západním směrem. 22. dubna zahlédli pevninu a 23. dubna přistál Cabral u břehů Jižní Ameriky. Celá flota 25. dubna zakotvila severně od dnešního Porto Seguro v brazilském státě Bahía. Zpočátku si prý Cabral myslel, že jde o ostrov a proto novou zemi nazval Ilha da Vera Cruz (Ostrov pravého kříže) a prohlásil ji za majetek portugalské koruny. Potvrdil to vztyčením kříže a odsloužením mše na pevnině (ocelový kříž je dnes uložen v katedrále v portugalské Braze a do Brazílie se vrátil jen na oslavy založení nového hlavního města roku 1960). Později, když Portugalci zjistili, že nejde o ostrov, novou zemi přejmenovali na Terra da Santa Cruz (Země svatého kříže). 
Již při prvním vylodění Cabral poznal, že nová země leží východně od demarkační linie stanovené papežem Alexandrem VI. ve smlouvě z Tordesillas z roku 1494 (rozdělení světa mezi Španělsko a Portugalsko) a vyslal proto 1. května 1500 jednu loď se zprávou do Lisabonu. 
3. května 1500 se výprava vrátila k plnění původního úkolu a od břehů Brazílie nabrala kurs východně k Mysu dobré naděje, kam dorazila koncem měsíce. V silné bouři tam však přišla o čtyři lodě. Na jedné z těchto lodí zahynul i Bartolomeu Dias. Z floty zůstalo jen sedm lodí, které koncem července dorazily do Mosambiku. 2. srpna připluly do Melinde, kde flota dostala průvodce na cestu do Indie. Během cesty se jedna z lodí hnána větrem od floty oddělila a 10. srpna 1500 byl objeven Madagaskar. 
13. září flota dorazila k indickým břehům v místech dnešního státu Kerala (přístav Kozhikode – Kalikut). Zde však Portugalci nebyli vítáni. Arabští obchodníci v nich viděli konkurenci. Došlo k boji. Portugalci po dva dny ostřelovali přístav a zapálili patnáct arabských obchodních lodí. Ztratili 50 námořníků. Vládce ze sousedního přístavu Kóčin však přijal Portugalce přátelsky a umožnil dokonce založení podniku na podporu vzájemného obchodu, což byl úkol, kterým portugalský král Cabrala pověřil.
16. ledna 1501 se flota vydala na zpáteční cestu domů, kam se 23. června 1501 vrátily jen čtyři lodě z původních třinácti.

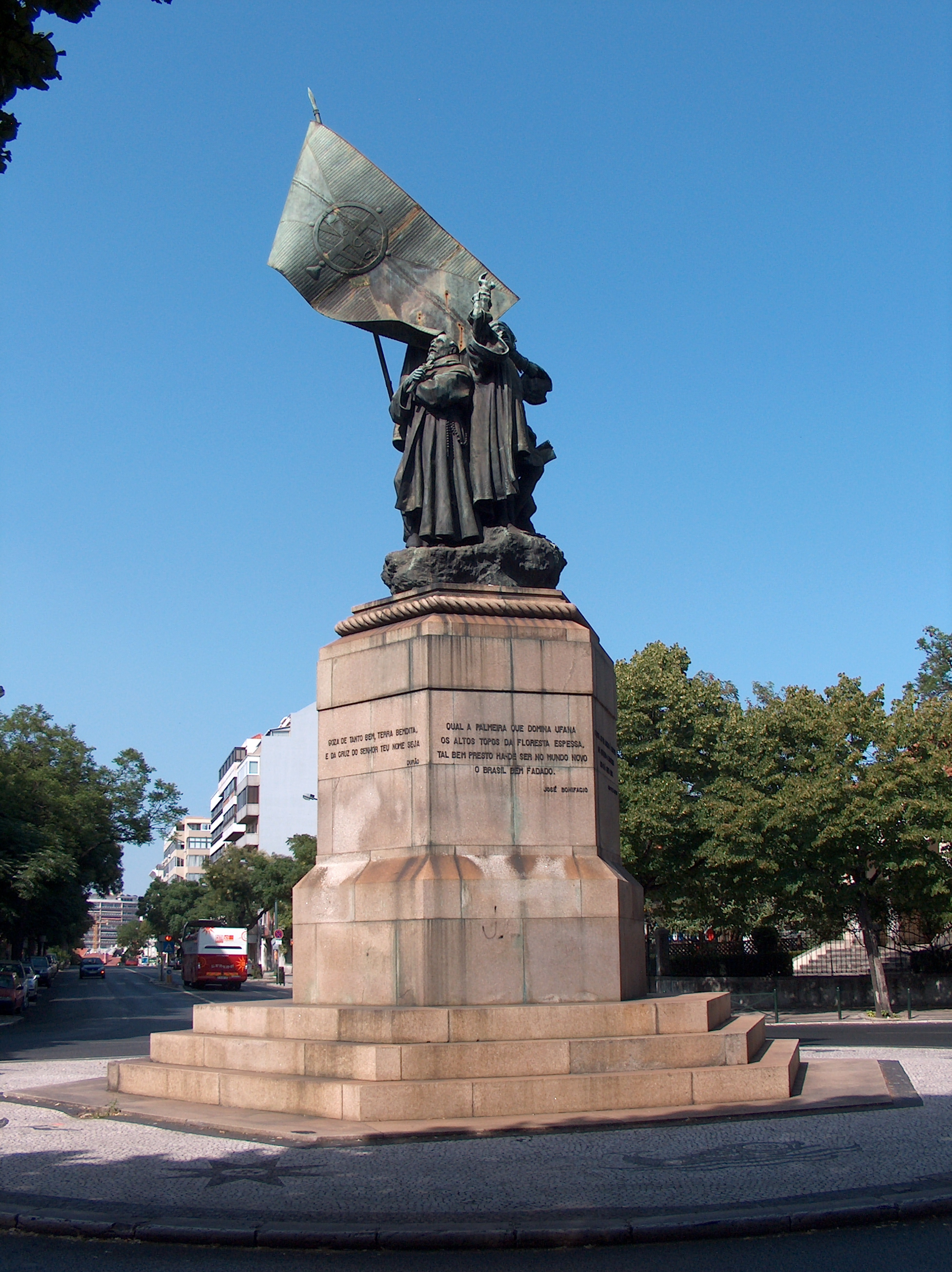
Cabralův pomník v Lisabonu.

Roku 1502 byla vyslána další expedice do Indie. Cabral se jí však odmítl účastnit, protože by se musel dělit o velení s dalšími veliteli. Až do své smrti kolem roku 1520 (uvádí se i 1526 – přesné datum není známo) žil na svých statcích v Santarému. Je pochován v kostele na náměstí Pedra Álvarese Cabrala v Santarému.

## Pochybnosti spojené s interpretací cesty
Existují badatelé, kteří se snaží dokázat, že Cabral změnil kurz na západ k Jižní Americe záměrně a byl tím pověřen králem. Portugalci prý o existenci pevniny věděli již od roku 1498, kdy zde údajně přistál jejich kartograf Duarte Pacheco Pereira mapující Atlantik. Dokonce existují tvrzení, že Portugalci o existenci pevniny věděli již před smlouvou z Tordesillas (1494), ale z taktických důvodů věc nezveřejnili.